# Лос Анхелес, Крусе де лос Риос (Санта Катарина Минас)
Лос Анхелес, Крусе де лос Риос (шп. Los Ángeles, Cruce de los Ríos) насеље је у Мексику у савезној држави Оахака у општини Санта Катарина Минас. Насеље се налази на надморској висини од 1540 м.

## Становништво
Према подацима из 2005. године у насељу су живела 2 становника.

### Хронологија
| Година       | 2000 | 2005 |
| ------------ | ---- | ---- |
| Становништво | 7    | 2    |

### Попис
| # | Индикатор                        | Вредност |
| - | -------------------------------- | -------- |
| 1 | Укупно појединачних домаћинстава | 1        |